# 挑戰101
《挑戰101》（英語：Go To Top 101）是全能製作公司製作的中國電視公司益智綜藝節目，號稱「全台灣最大型的室內益智節目」，由101位現場觀眾擔任「把關者」，與特別來賓做互動答題遊戲。中視無線台2009年1月2日開播，每週五20時至22時（台灣時間，以下皆同）首播。中天娛樂台於2009年1月16日起加入播出，每週五22時至00時首播。中視無線台部份已於2009年7月17日播畢，共29集，改由中天娛樂台繼續播出至2009年11月27日。

## 節目內容
主持人在簡短的介紹一部份的把關參賽者後，接著進行2個單元。1個單元是〈名人挑戰賽〉（Famous People's Game），另外1個單元是〈挑戰101〉（Challenge Game）。每次遊戲之問題，均為「三選一」（three options of one），題目生活化、多樣化。

### 名人挑戰賽
製作單位每次邀請2或3位特別來賓進行〈名人挑戰賽〉，每位來賓都有7題的答題機會（第8集之後改為5題）。由31位把關者把關，製作單位會詢問相關題目。參賽者答對，再將答錯題目之把關者淘汰，淘汰人數則為該名參賽者的分數。
答題途中，要是參賽者遇到不會回答的題目，有2次錦囊可用：第1個錦囊是「誰沒有朋友」（Consult a Mob），第2個錦囊是「出外靠朋友」（Phone Your Friend）。
要是參賽來賓途中答錯，即使把關者也有答錯，也不能將這些答錯的人數計算在內。比方說有參賽者於第4題答對，共淘汰了25位，第5題答錯，淘汰了5位，這5位就不能列入成績內，參賽者只能得到25分。但是剩餘的這1位把關者，可以獲得製作單位準備的精美獎品，其餘被淘汰的30位把關者則無獎品。
每次遊戲進行時，每位參賽來賓的把關者都是相同的，但每次問題均不同。
而2（或3）位參賽者的其中1位淘汰把關者人數最多者，可獲得製作單位精選的禮物1份，另1（或2）位敗者則無獎品。
本單元於第9集之後被取消。

### 挑戰101
該單元則邀請來賓，與101位把關者進行淘汰賽。該單元的計算獎金方式，則是以「淘汰人數」（eliminated mobs）為基數。獎金計算如下：
| 淘汰人數         | 累計獎金   | 參賽者主動退賽所得獎金 |
| 9位以下（含9位） | （無獎金） | （無退賽獎金）         |
| 10至19位         | NTD500     | NTD250                 |
| 20至29位         | NTD1,000   | NTD500                 |
| 30至39位         | NTD1,500   | NTD750                 |
| 40至49位         | NTD3,000   | NTD1,500               |
| 50至59位         | NTD6,000   | NTD3,000               |
| 60至69位         | NTD9,000   | NTD4,500               |
| 70至79位         | NTD15,000  | NTD7,500               |
| 80至89位         | NTD25,000  | NTD12,500              |
| 90至99位         | NTD35,000  | NTD17,500              |
| 100位            | NTD60,000  | NTD30,000              |
| 101位全部淘汰    | NTD100,000 | （無退賽獎金）         |

參賽來賓若是想要中途離開不繼續作答，可以獲得搖錢樹所列獎金之一半，否則答錯者，其餘未被淘汰之把關者可均分該累計獎金。此處「未被淘汰者」的定義，是該位參賽來賓於該題答錯時，在把關者被淘汰後，其餘未被淘汰之把關者人數，但獎金計算仍然以沒淘汰前的基數計之。
下列將上述兩種獎金發給方式做舉例說明：
- 主動退賽：

參賽來賓可以主動於任何題數內要求退賽，不繼續作答。假設有一參賽來賓淘汰了82位把關者，取得NTD25,000獎金，但這位參賽來賓不想繼續了，提出主動要求退賽，則參賽來賓可取得NTD25,000獎金的一半NTD12,500。
- 把關者均分：

假設有參賽來賓連續答對6個問題，淘汰了98位把關者，到了第7關答錯，但只有2個把關者被淘汰，雖然總淘汰人數達到100人，基數獎金應為NTD60,000，但獎金計算仍算NTD35,000，而最後存活的這1位把關者，即可獲得NTD35,000的獎金，累計獎金不會被折半。
該單元的參賽來賓有3個錦囊：第1個是「真的假不了」（One Mob Is True），第2個是「一翻兩瞪眼」（Follow the Most，參賽者於第5集節目不能使用此錦囊，第7集之後停用），第3個是「出外靠朋友」（Ask a Mob）。

#### 第9集至第13集的節目
第9集至第13集之間的節目，每位參賽來賓均需經過2道「暖身題」，每答對1次，可取得求救方式，反之則無。暖身題包羅萬象，有問答題，也有智力測驗題。茲將題型所列如下：
- 常識題：問參賽者一些問答題。例如第九集之中，邱毅必須回答前總統陳水扁的父親名稱，正確答案是陳松根。
- 智力測驗題：例如讓參賽者玩「找碴」，找出圖片中不尋常的地方，類似Photo Hunt遊戲。
- 三選一選擇題：類似《綜藝萬花筒》的〈各說各話〉單元，由3個不同的演員，要「自圓其說」，敘述問題的答案。參賽者必須選擇其中一個正確的選項，才能得到求救法，反之則無。當然，在3位演員演完，並由主持人公佈正確解答之後，還會有「名人解答」，解釋該詞的由來，以示公正。

經過兩題的參賽者，無論有無取得求救法，均需繼續進行〈挑戰101〉單元進行遊戲。無求救法者，不能使用求救法，必須完全靠自己的本事進行作答。

#### 第14集之後的節目

##### 挑戰101
參賽者參加第十四集之後的〈挑戰101〉單元，不需進行暖身題，每位參賽者均可獲得兩次錦囊「出外靠朋友」與「真的假不了」。
但是淘汰把關者所得獎金基數，與13集之前的計算方法不同。第14集之後的參賽來賓，是「每淘汰1位把關者，可獲得NTD600的獎金」，且「淘汰第101位，則可獲得NTD100,000的獎金」。
當然，如同第13集之前的節目，參賽來賓也可以選擇中途退賽，領取折半的累計獎金；但如果參賽來賓挫敗，累計獎金則均分給尚未被淘汰的把關者。舉例說明：某位參賽者在第4題淘汰了60位，累計獎金NTD36,000，但在第5題答錯，得不到這NTD36,000，而第5題淘汰了23位，共計淘汰83位，剩餘18位把關者，可以均分這NTD36,000的獎金，每人可平均獲得NTD2,000的獎金。

##### 圓夢計劃
〈圓夢計劃〉是從第十四集新增的單元。由製作單位精選需要幫助的人，讓他們贏得獎金，實現願望。
製作單位會交給每1位把關者1個題目，而參賽來賓則是以按鈕方式，由電腦亂數選擇由1號把關者至101號把關者，每題1位。選定把關者後，該位把關者就取出座位前的信封，開啟後讀題。參賽者答對可取得獎金，答錯則不能取得任何獎金。
獎金計算方式，僅有7階段搖錢樹，取得前4階段搖錢樹者，可以中途退賽，累計獎金不會折半；若參賽者繼續挑戰第5階段至第7階段搖錢樹者，則不可中途退賽，必須完全答至第七題，或者答題失敗為止。
七階段搖錢樹分別為：NTD1,000、NTD5,000、NTD10,000、NTD20,000、NTD50,000、NTD100,000、NTD300,000。
該單元的參賽者，僅有一個「誰是我朋友」錦囊可用。

## 錦囊
錦囊（lifelines）是協助參賽來賓過關斬將的秘密武器。參賽者在回答一個問題時，只能使用一種錦囊，不可以於一題時使用兩個或以上的錦囊。

### 第一集到第十三集的錦囊
該期間的錦囊，共計五種。

#### 名人挑戰賽的錦囊
- 誰沒有朋友

「誰沒有朋友」這個錦囊，是參賽來賓可以選擇一位把關者，將他作答的答案告知參賽來賓，作為參賽來賓答題時的參考答案。當然，被指定的把關者的回答有可能是錯誤的，也有可能是正確的，參賽來賓就必須要謹慎地決定其答案。
- 出外靠朋友

「出外靠朋友」這個錦囊，是參賽來賓可以打電話給他認為可以幫忙解答的親朋好友，對象不拘。被詢問的對象，也有可能會提供不正確的答案，也有可能會提供正確的答案，屆時參賽來賓要謹慎作答。

#### 挑戰101的錦囊
- 真的假不了

「真的假不了」這個錦囊，是製作單位隨機抽選一個作答正確，與一個作答錯誤的把關者，而且這兩個把關者還要說明他們選擇該答案的原因，作為參賽來賓答題的依據。
- 一翻兩瞪眼

「一翻兩瞪眼」這個錦囊，是將目前還存活的把關者當中，選擇該題選項內最多的把關者作為回答答案，參賽來賓只能遵從多數的選擇，不得更改。例如：參賽來賓於第三題，使用了〈一翻兩瞪眼〉的錦囊，選第1、第2、第3項答案的把關者，分別有41人、20人、1人，則參賽來賓視同回答選項1。
第五集的參賽者無此錦囊可用；而製作單位怕參賽爭議，此錦囊於第七集節目之後的參賽者不能使用。
- 出外靠朋友

這個錦囊與〈名人挑戰賽〉的「誰沒有朋友」錦囊用法相同。僅與〈名人挑戰賽〉的名稱不同而已。〈挑戰101〉的「出外靠朋友」，是參賽來賓可以隨意指定一位存活的把關者，詢問他的作答答案，作為參賽來賓的參考意見。

### 第十四集以後的錦囊
該期間的錦囊，共有三種。

#### 挑戰101的錦囊
- 真的假不了

（同第一到第十三集節目內的「真的假不了」用法）
- 誰沒有朋友或出外靠朋友

（同第一到第十三集節目〈名人挑戰賽〉內的「誰沒有朋友」用法）

#### 圓夢計劃的錦囊
- 誰是我朋友

用法與「真的假不了」錦囊相同，當參賽來賓不能答題時，可以選擇在座101位把關者的任意一位，詢問他的意見。參賽來賓可以選擇相信，或者是不相信該把關者的意見，作為自己答題的依據。

## 歷屆參賽者
茲將該節目的參賽者列出。
| 集數 | 遊戲單元         | 參賽來賓                      | 共淘汰人數                                                                            | 最後答對問題或最後答錯問題 |
| 1    | 名人挑戰賽       | 來賓一：胡盈禎                | 6人 （敗，無獎品）                                                                    | 第四題答錯： 聖誕快樂的英文是「Merry Christmas」。請問，「Christmas」的縮寫，何者正確？ ①Xmas ②X"mas ③X'mas 正確答案：①Xmas（參賽者答③X'mas） |
| 1    | 名人挑戰賽       | 來賓二：董至成                | 4人 （敗，無獎品）                                                                    | 第三題答錯： 西洋童話故事《白雪公主》（英文：Snow White）裡，德國格林兄弟描寫白雪公主的頭髮，是什麼顏色的？ ①金色 ②黑色 ③褐色 正確答案：②黑色（參賽者答③褐色） |
| 1    | 名人挑戰賽       | 來賓三：陽帆                  | 31人 （勝，獲得獎品）                                                                 | 第七題答對： 最近有許多日韓的男子團體來臺宣傳。請問下列哪一組人，不是日本人？ ①東方神起 ②SMAP ③嵐 正確答案：①東方神起（參賽者答①東方神起） |
| 1    | 挑戰101          | 哈遠儀                        | 100人 （敗，參賽者獎金NTD35,000「過戶」給侯乃榕）                                     | 第五題答錯： 中國婚禮傳統習俗中，「過火盆」代表去邪。請問，新娘子會把摺扇丟出車外，表示丟掉什麼？ ①壞習慣 ②壞朋友 ③壞脾氣 正確答案：③壞脾氣（參賽者答①壞習慣） |
| 2    | 名人挑戰賽       | 來賓一：文英                  | 第七題淘汰前：25人 第七題淘汰後：26人 （勝，獲得獎品）                                | 第七題答錯： 鮮嫩多汁的牛排人見人愛，尤其腰內肉的部位更是老饕的最愛。請問一般餐廳稱呼牛的腰內肉的代名詞為何？ ①紐約客（New York Steak） ②沙朗（Sirloin Steak） ③菲力（Filet Mignon） 正確答案：①紐約客（參賽者答③菲力）                                                          |
| 2    | 名人挑戰賽       | 來賓二：曾國城                | 第三題淘汰前：24人 第三題淘汰後：30人 （敗，無獎品）                                  | 第三題答錯： 假日如果去東港鎮玩，不要忘了買當地的特產「東港三寶」。這三寶除了櫻花蝦與黑鮪魚外，還有下列哪一寶？ ①烏魚子 ②油魚子 ③花枝 正確答案：②油魚子（參賽者答①烏魚子） |
| 2    | 挑戰101          | 張友驊                        | 第三題淘汰前：69人 第三題淘汰後：74人 （敗，參賽者獎金NTD9,000均分給27位把關者）      | 第三題答錯： 新聞頭條「胡小瓜與吳小憲兩人要歃血為盟，結拜為兄弟！」請問，歃血為盟的「歃」是什麼意思？ ①切 ②喝 ③刺 正確答案：②喝（參賽者答③刺） |
| 2    | 挑戰101          | 何戎                          | 第五題淘汰前：27人 第五題淘汰後：80人 （敗，參賽者獎金NTD1,000均分給21位把關者）      | 第五題答錯： 熊貓團團跟圓圓剛來臺灣時，喜歡打打鬧鬧，甚至呼對方巴掌。牠們的一隻手掌，有幾隻手指？ ①五隻 ②六隻 ③七隻 正確答案：②六隻（參賽者答①五隻） |
| 2    | 挑戰101          | 陳安儀                        | 第三題淘汰前：74人 第三題淘汰後：81人 （敗，參賽者獎金NTD15,000均分給20位把關者）     | 第三題答錯： 胡小瓜上國文課時，不小心寫錯成語，被老師訓了一頓。請問他用了哪個成語？ ①令人不恥 ②引以為恥 ③厚顏薄恥 正確答案：①令人不恥（參賽者答③厚顏無恥） |
| 3    | 名人挑戰賽       | 來賓一：蕭煌奇                | 第四題淘汰前：8人 第四題淘汰後：17人 （敗，無獎品）                                   | 第四題答錯： 百貨公司週年慶，全館80% off，表示一件2,000元的衣服，打折以後要多少錢？ ①400元 ②800元 ③1,600元 正確答案：①400元（參賽者答③1,600元） |
| 3    | 名人挑戰賽       | 來賓二：馬如龍                | 第六題淘汰前：17人 第六題淘汰後：23人 （勝，獲得獎品）                                | 第六題答錯： 宅男、腐女、萌女，是近年來流行的哈日用語。有一天，馬如龍對老婆說：「你是我心目中的『萌女』」，指的是什麼意思？ ①年輕的女生 ②可愛的女生 ③善良的女生 正確答案：②可愛的女生（參賽者答③善良的女生）                                                                     |
| 3    | 名人挑戰賽       | 來賓三：聶雲                  | 第三題淘汰前：15人 第三題淘汰後：24人 （敗，無獎品）                                  | 第三題答錯： 聶雲想帶老婆到韓國二度蜜月豪華之旅。下列哪一個，是韓國飯店的最高等級？ ①五朵花 ②五顆星 ③五顆鑽石 正確答案：①五朵花（參賽者答③五顆鑽石） |
| 3    | 挑戰101          | 嚴農                          | 第七題淘汰前：92人 第七題淘汰後：95人 （敗，參賽者獎金NTD35,000均分給6位把關者）      | 第七題答錯： 陽春麵是臺灣最經典的美食。在吃陽春麵時，最喜歡來盤小菜「生腸」。請問、生腸指的是豬的哪個部位？ ①十二指腸 ②輸卵管 ③盲腸 正確答案：②輸卵管（參賽者答③盲腸） |
| 4    | 名人挑戰賽       | 來賓一：蘇永康                | 第五題淘汰前：28人 第五題淘汰後：30人 （勝，獲得獎品）                                | 第五題答錯： 蘇永康到臺灣的廟裡拜拜，想幫他的朋友安太歲。以下他的朋友當中，哪一位今年是不需要安太歲的？ ①屬羊的陳小春 ②屬猴的謝霆鋒 ③屬龍的張曼玉 正確答案：②屬猴的謝霆鋒（參賽者答③屬龍的張曼玉）                                                                               |
| 4    | 名人挑戰賽       | 來賓二：何妤玟                | 第二題淘汰前：20人 第二題淘汰後：26人 （敗，無獎品）                                  | 第二題答錯： 過年常說「恭喜發財」來祝賀大家。「恭」這個字的部首是什麼？ ①二 ②八 ③心 正確答案：③心（參賽者答②八） |
| 4    | 挑戰101          | 趙樹海                        | 第四題淘汰前：18人 第四題淘汰後：49人 （敗，參賽者獎金NTD500均分給52位把關者）        | 第四題答錯： 「新年新氣象」，人們常說要「登高望遠」，才能迎春納福。登上下列哪一座山，才能看得最遠呢？ ①五岳之首 - 泰山 ②日本第一 - 富士山 ③臺灣精神 - 玉山 正確答案：③臺灣精神 - 玉山（參賽者答①五岳之首 - 泰山）                                                                |
| 4    | 挑戰101          | 周明璟                        | 第四題淘汰前：85人 第四題淘汰後：88人 （敗，參賽者獎金NTD25,000均分給13位把關者）     | 第四題答錯： 過年前領消費券，要攜帶身分證。身分證字號的英文字母如果是「B」，表示是哪個地方？ ①臺北縣 ②臺中市 ③高雄市 正確答案：②臺中市（參賽者答③高雄市） |
| 4    | 挑戰101          | 林奇葳                        | 第四題淘汰前：41人 第四題淘汰後：72人 （敗，參賽者獎金NTD3,000均分給29位把關者）      | 第四題答錯： 在正常的情況下，下列哪一組人物，不會在今年的除夕夜一起圍爐、吃年夜飯？ ①周慧敏、倪匡 ②連戰、連惠心 ③李濤、李艷秋 正確答案：②連戰、連惠心（參賽者答①周慧敏、倪匡）                                                                                                   |
| 5    | 名人挑戰賽       | 來賓一：潘慧如                | 第五題淘汰前：17人 第五題淘汰後：26人 （勝，獲得獎品）                                | 第五題答錯： 撲克牌的四張K當中，哪一張的臉是側面的？ ①♥K ②♠K ③♦K 正確答案：③♦K（參賽者答②♠K） |
| 5    | 名人挑戰賽       | 來賓二：王耀慶                | 第二題淘汰前：0人 第二題淘汰後：14人 （敗，無獎品）                                   | 第二題答錯： 梭哈的英文名稱是「show hand」，也就是「把手秀出來」。那麼、這個名稱的由來是什麼？ ①表示自己很乾淨，沒有作弊藏牌 ②代表把籌碼全部推出去 ③代表自己把牌都亮出來 正確答案：②代表把籌碼全部推出去（參賽者答③代表自己把牌都亮出來）                                        |
| 5    | 挑戰101          | 徐亨                          | 第四題淘汰前：87人 第四題淘汰後：93人 （敗，參賽者獎金NTD25,000均分給8位把關者）      | 第四題答錯： 小旺旺在過年時，最愛吃年糕了，他想知道年糕是由誰發明的。 ①三國諸葛亮 ②西漢呂后 ③春秋戰國伍子胥 正確答案：③春秋戰國伍子胥（參賽者答①三國諸葛亮） |
| 5    | 挑戰101          | 賴琳恩                        | 第三題淘汰前：68人 第三題淘汰後：80人 （敗，參賽者獎金NTD9,000均分給21位把關者）      | 第三題答錯： 年菜常見的鮑魚，坊間以「頭」為計算單位。下列三種尺寸當中，哪一種的單顆鮑魚重量最重？ ①一頭鮑 ②三頭鮑 ③六頭鮑 正確答案：①一頭鮑（參賽者答②三頭鮑） |
| 5    | 挑戰101          | 張誌家                        | 第三題淘汰前：49人 第三題淘汰後：51人 （敗，參賽者獎金NTD3,000均分給50位把關者）      | 第三題答錯： 小旺不小心對中統一發票後四碼，請問他可以得到多少獎金？ ①NTD400 ②NTD800 ③NTD1,000 正確答案：③NTD1,000（參賽者答①NTD400） |
| 6    | 名人挑戰賽       | 來賓一：郭子乾                | 第五題淘汰前：22人 第五題淘汰後：29人 （敗，無獎品）                                  | 第五題答錯： 如果你想找一位柔道高手拜師學藝，下列三位中，你應該向誰行拜師禮呢？ ①繫紅色腰帶的 ②繫黑色腰帶的 ③繫白色腰帶的 正確答案：①繫紅色腰帶的（參賽者答③繫白色腰帶的） |
| 6    | 名人挑戰賽       | 來賓二：張本渝                | 第七題淘汰前：25人 第七題淘汰後：25人 （勝，獲得獎品）                                | 第七題答對： 請問亞洲打出最多全壘打的紀錄保持人是誰？ ①陳金鋒 ②王貞治 ③呂明賜 正確答案：②王貞治（參賽者答②王貞治） |
| 6    | 名人挑戰賽       | 來賓三：李晉良                | 第四題淘汰前：2人 第四題淘汰後：16人 （敗，無獎品）                                   | 第四題答錯： 我國超馬好手林義傑（英文名字：Kevin Lin）完成了四大極地挑戰。請問以下事情哪一項，是他沒做過的事？ ①拍電影 ②出書 ③拍MV 正確答案：③拍MV（參賽者答①拍電影） |
| 6    | 挑戰101          | 張本渝                        | 第六題淘汰前：63人 第六題淘汰後：73人 （敗，參賽者獎金NTD6,000均分給28位把關者）      | 第六題答錯： 北回歸線是指北緯23.5°。胡小瓜想在台灣來趟北回歸線之旅，請問下列哪個地方是北回歸線沒有經過的？ ①南投縣 ②嘉義縣 ③花蓮縣 正確答案：①南投縣（參賽者答③花蓮縣） |
| 6    | 挑戰101          | 許效舜                        | 第四題淘汰前：83人 第四題淘汰後：83人 （敗，參賽者獎金NTD25,000均分給18位把關者）     | 第四題答錯： 捐血是一種愛心表現的行為。請問捐血時，護士小姐從我們手臂上的哪裡抽出血液？ ①微血管 ②動脈 ③靜脈 正確答案：③靜脈（參賽者答②動脈） |
| 7    | 名人挑戰賽       | 來賓一：劉真                  | 第二題淘汰前：15人 第二題淘汰後：31人 （勝，獲得獎品）                                | 第二題答對： 周杰倫唱紅的《七里香》（英文名稱：Common Jasmin Orange），它的花語是什麼？ ①期待的愛 ②加油 ③我是你的俘虜 正確答案：③我是你的俘虜（參賽者答③我是你的俘虜） |
| 7    | 名人挑戰賽       | 來賓二：康康 （本名：康晋榮） | 第三題淘汰前：24人 第三題淘汰後：25人 （敗，無獎品）                                  | 第三題答錯： 美國《時人》（英文名稱：People，全名People Weekly）雜誌，在2008年讀者票選「最性感男人年度排行榜」（The Sexiest Man Alive）的榜首，是以下哪一位？ ①裘德·洛（Jude Law） ②布萊德·彼特（Brad Pitt） ③休·傑克曼（Hugh Jackman） 正確答案：③休·傑克曼（參賽者答①裘德·洛） |
| 7    | 挑戰101          | 太保                          | 第六題淘汰前：96人 第六題淘汰後：101人 （勝，參賽者獨得獎金NTD100,000）               | 第六題答對： 胡小瓜拿消費券去買情人節禮物給女友，拿到哪一種消費券，表示可能是假的？ ①有梅花水印 ②有凸版印刷 ③有變色油墨 正確答案：②有凸版印刷（參賽者答②有凸版印刷） |
| 7    | 挑戰101          | 戴君竹                        | 第五題淘汰前：79人 第五題淘汰後：100人 （敗，參賽者獎金NTD15,000「過戶」給1位把關者） | 第五題答錯： 「世上最遙遠的距離，而是我就站在你面前，你卻不知道我愛你。」這句膾炙人口的情話，是誰寫的？ ①張小嫻 ②泰戈爾 ③張曼娟 正確答案：①張小嫻（參賽者答②泰戈爾） |
| 7    | 挑戰101          | 陳建欽                        | 第三題淘汰前：35人 第三題淘汰後：92人 （敗，參賽者獎金NTD1,500均分給9位把關者）       | 第三題答錯： 情人節，胡小瓜帶女友與悠遊卡出遊。以下哪一項不是它（指悠遊卡）的使用範圍？ ①進出臺北市圖書館 ②由中壢搭臺鐵到板橋 ③在基隆市停車 正確答案：③在基隆市停車（參賽者答①進出臺北市圖書館）                                                                                 |
| 8    | 贈獎賽           | 現場101位把關者               | 本題淘汰前：0人 本題淘汰後：38人 （剩餘63位把關者贏得小獎品）                         | 題目： 臺北縣有許多名勝古蹟，下面哪一個屬於「國定古蹟」？ ①紅毛城 ②大坌坑遺址 ③清水祖師廟 正確答案：①紅毛城 |
| 8    | 二人暖身賽       | 季芹、郁芳                    | 第四題淘汰前：23人 第四題淘汰後：25人 （剩餘6位把關者贏得育兒叢書獎品）               | 第四題答錯： 小朋友長乳牙的順序，是先門牙，再臼齒，最後是犬齒。請問、乳牙一共有幾顆？ ①22顆 ②20顆 ③24顆 正確答案：②20顆（參賽者答③24顆） |
| 8    | 名人挑戰賽       | 季芹                          | 第四題淘汰前：27人 第四題淘汰後：28人 （勝，獲得獎品）                                | 第四題答錯： 《遊子吟》是出自唐朝哪位詩人的作品？ ①孟郊 ②王維 ③韓愈 正確答案：①孟郊（參賽者答③韓愈） |
| 8    | 名人挑戰賽       | 郁芳                          | 第五題淘汰前：23人 第五題淘汰後：24人 （敗，無獎品）                                  | 第五題答對： 小樂樂想到北歐唸書。哪一個國家，就算外國人唸到大學，都可以不用付學費？ ①丹麥 ②芬蘭 ③挪威 正確答案：②芬蘭（參賽者答②芬蘭） |
| 8    | 挑戰101          | 李明川                        | 第二題淘汰前：32人 第二題淘汰後：91人 （敗，參賽者獎金NTD1,500均分給10位把關者）      | 第二題答錯： 常用「身懷六甲」來形容女生懷孕。其中「六甲」指的是什麼？ ①六個日子 ②六個時辰 ③六個星斗 正確答案：①六個日子（參賽者答②六個時辰） |
| 8    | 挑戰101          | 陳峰民                        | 第六題淘汰前：97人 第六題淘汰後：97人 （敗，參賽者獎金NTD35,000均分給4位把關者）      | 第六題答錯： 到北極旅遊，除了觀賞極光，還會看到北極熊，但是看不到下列哪種動物？ ①馴鹿 ②企鵝 ③麝香牛 正確答案：②企鵝（參賽者答③麝香牛） |
| 9    | 雲林縣縣長贈獎賽 | 現場101位把關者               | 本題淘汰前：0人 本題淘汰後：85人 （101位把關者贏得小獎品）                            | 題目： 下面哪一位女藝人不是出身於雲林縣？ ①鄧麗君 ②李翊君 ③林韋君 正確答案：②李翊君 |
| 9    | 挑戰101          | 邱毅                          | 第四題淘汰前：24人 第四題淘汰後：51人 （敗，參賽者獎金NTD1,000均分給50位把關者）      | 第四題答錯： 下面哪一位好萊塢明星，曾經在電影中懷孕生子？ ①羅賓·威廉斯（Robin Williams） ②阿諾·史瓦辛格（Arnold Schwarzenegger） ③達斯汀·霍夫曼（Dustin Hoffman） 正確答案：②阿諾·史瓦辛格（參賽者答③達斯汀·霍夫曼）                                                             |
| 9    | 邱毅贈獎賽       | 現場101位把關者               | 第一題淘汰前：0人 第一題淘汰後：29人                                                  | 第一題題目： 帝雉是臺灣的保育類動物，於1906年一位英國人發現。請問，是在哪一個山上發現的？ ①陽明山 ②玉山 ③雪山 正確答案：②玉山 |
| 9    | 邱毅贈獎賽       | 現場101位把關者               | 第二題淘汰前：29人 第二題淘汰後：85人                                                 | 第二題題目： 「劉羅鍋」是清朝乾隆年間，著名的宰相劉墉的綽號，他當時官拜一品。請問，他的官服上，繡的是什麼動物？ ①孔雀 ②麒麟 ③仙鶴 正確答案：③仙鶴 |
| 9    | 邱毅贈獎賽       | 現場101位把關者               | 第三題淘汰前：85人 第三題淘汰後：91人 （剩餘10位把關者贏得小獎品）                    | 第三題題目： 韓劇《大長今》曾經在臺灣引起一陣收視熱潮。請問，劇中的大長今姓什麼？ ①朴 ②大 ③徐 正確答案：③徐 |
| 9    | 挑戰101          | 小蜜桃姊姊                    | 第三題淘汰前：87人 第三題淘汰後：89人 （敗，參賽者獎金NTD25,000均分給12位把關者）     | 第三題答錯： 做菜的時候，處理下面哪一種食物，不會讓手發癢？ ①山藥 ②芋頭 ③樹薯 正確答案：③樹薯（參賽者答②芋頭） |
| 9    | 挑戰101          | 林書煒                        | 第五題淘汰前：86人 第五題淘汰後：101人 （敗，參賽者獎金NTD25,000不能均分給把關者）    | 第五題答錯： 彰化鹿港自清朝乾隆時期，開放為通商口岸後，曾經締造璀璨的人文風貌。早年曾經因為出產什麼，而聞名一時呢？ ①鹽 ②鹿皮 ③樟腦丸 正確答案：②鹿皮（參賽者答①鹽） |
| 9    | 挑戰101          | 鍾欣凌                        | 第三題淘汰前：4人 第三題淘汰後：84人 （敗，參賽者無獎金，亦不能均分給把關者）         | 第三題答錯： 人類平均懷孕天數為二百八十天。以下哪種動物的平均懷孕天數最長？ ①灰袋鼠 ②馬 ③熊貓 正確答案：②馬（參賽者先答①灰袋鼠，但後來改成③熊貓） |
| 10   | 挑戰101          | 曾寶儀                        | 第二題淘汰前：40人 第二題淘汰後：85人 （敗，參賽者獎金NTD3,000均分給16位把關者）      | 第二題答錯： 《月夜愁》歌詞中提到「月色照在三線路」。「三線路」是現在臺北市的哪一條路？ ①愛國西路 ②中山北路 ③和平西路 正確答案：①愛國西路（參賽者答③和平西路） |
| 10   | 挑戰101          | 梁赫群                        | 第二題淘汰前：87人 第二題淘汰後：91人 （敗，參賽者獎金NTD25,000均分給10位把關者）     | 第二題答錯： 臺灣地區的時區，是格林威治時間加八個小時。加拿大溫哥華的時區，要怎麼算呢？ ①減十二小時（UTC-12） ②減十小時（UTC-10） ③減八小時（UTC-8） 正確答案：③減八小時（參賽者答②減十小時）                                                                                    |
| 10   | 挑戰101          | 劉耘非                        | 第七題淘汰前：100人 第七題淘汰後：101人 （勝，參賽者獨得獎金NTD100,000）              | 第七題答對： 邵氏電影拍攝的《梁山伯與祝英台》影集中，敘述到梁山伯與祝英台皆在哪裡唸書？ ①寧波 ②紹興 ③杭州 正確答案：③杭州（參賽者答③杭州） |
| 13   | 挑戰101          | 黃國倫                        | 第六題淘汰前：74人 第六題淘汰後：101人 （勝，參賽者獨得獎金NT$100,000)                | 第六題答對： 十八王要拜「肉粽」的原因是什麼？ ①肉粽方便香客攜帶 ②廟中供奉的狗愛吃肉 ③拜完要扔到大海裡 正確答案：①肉粽方便香客攜帶(參賽者答：①肉粽方便香客攜帶) |

## 收視率
下表列出AC尼爾森針對四歲以上觀眾調查之收視率。
| 集數   | 播映日期      | 平均收視率 |
| 第1集  | 2009年1月2日  | 1.51       |
| 第2集  | 2009年1月9日  | 1.16       |
| 第3集  | 2009年1月16日 | 1.29       |
| 第4集  | 2009年1月23日 | 1.26       |
| 第5集  | 2009年1月30日 | 0.82       |
| 第6集  | 2009年2月6日  | 1.35       |
| 第7集  | 2009年2月13日 | 1.43       |
| 第8集  | 2009年2月20日 | 1.06       |
| 第9集  | 2009年2月27日 | 1.07       |
| 第10集 | 2009年3月6日  | 1.25       |
| 第11集 | 2009年3月13日 | 1.26       |
| 第12集 | 2009年3月20日 | 1.21       |
| 第13集 | 2009年3月27日 | 1.30       |
| 第14集 | 2009年4月3日  | 1.32       |
| 第15集 | 2009年4月10日 | 1.33       |
| 第16集 | 2009年4月17日 | 0.94       |
| 第17集 | 2009年4月24日 | 1.09       |
| 第18集 | 2009年5月1日  | 1.26       |
| 第19集 | 2009年5月8日  | 1.08       |
| 第20集 | 2009年5月15日 | 1.38       |
| 第21集 | 2009年5月22日 | 1.03       |
| 第22集 | 2009年5月29日 | 1.04       |
| 第23集 | 2009年6月5日  | 1.17       |
| 第24集 | 2009年6月12日 | 0.93       |
| 第25集 | 2009年6月19日 | 1.04       |
| 第26集 | 2009年6月26日 | 0.90       |
| 第27集 | 2009年7月3日  | 1.11       |
| 第28集 | 2009年7月10日 | 1.08       |
| 第29集 | 2009年7月17日 | 0.89       |

- 說明：  = 最高收視率、  = 最低收視率。

## 歷屆參賽者紀錄
名人挑戰賽
⑴幾乎全對的參賽者：陽帆、劉真、郁方、張本渝。
⑵淘汰31人（全部）把關者的參賽者：陽帆、劉真、張本渝。
101挑戰賽
⑴淘汰101人（全部）把關者的參賽者：太保、劉耘非（建國中學資優生）、黃國倫、阿KEN、艾莉絲。
⑵拿到獎金的把關者藝人：何妤玟、楊雅筑、小甜甜、王尹平、楊銘威、阿弟、余秉諺。
⑶拿到獎金的把關者名人：侯乃榕。

## 其他規則
- 把關者不能以任何表情或者言語傳遞方式，告知參賽來賓答案。作弊者有可能會被製作單位請出場，而製作單位也會根據情形更換題目，或取消參賽來賓的參賽權。
- 一旦動用錦囊，不得撤銷使用或反悔。
- 參賽來賓除了使用錦囊外，不可以用脅迫的方式要求把關者說出答案。
- 參賽來賓回答答案後，說出「確定」二字，使胡瓜說出「請鎖定X號」之後，參賽來賓就不可以用任何理由，要求撤銷答案或更改答案。
- 〈挑戰101〉單元中，問題數目沒有上限，直到該參賽來賓答錯或該參賽來賓將101位把關者全部淘汰為止。
- 〈挑戰101〉單元中，在2009年7月3日的節目當中，由澎恰恰進行挑戰時，主持人胡瓜曾說過「淘汰掉全部101位把關者，獎金就是你的了」，因此應可得知相關規則已經過修正（參賽來賓不得中途退賽）。

## 相關事件
下列為此節目的相關事件概要。
黑心餅乾
有參賽者約2009年3月底參加《挑戰101》錄影參賽後，原本是取得獎金，卻換來有效期限為2009年3月18日的過期餅乾，還有參賽者已吃下肚。眾參賽者直罵全能製作公司太黑心，甚至發起拒看《挑戰101》。全能製作公司得知後，即刻致歉，願意給賠禮，並承諾以後加強贈品把關。
抄襲風波
2011年3月，荷蘭Endemol公司認為《挑戰101》與該公司的節目《以一敵百》（英文：1 v.s. 100）的節目風格、舞台背景、以及把關者的座位排列極為相似，委任律師許兆慶向台北地方法院提起刑事附帶民事訴訟，控告《挑戰101》製作人王鈞、主持人胡瓜等人侵害著作權。但開庭時，王鈞委任律師葉繼升否認抄襲，強調《挑戰101》從舞台設計、攝影機取景等均由台灣公司設計，這部分可以提出證明。
王鈞辯稱，他未看過《以一敵百》，也未參與《挑戰101》節目內容的製作；《挑戰101》製作人焦志方則主張，《挑戰101》節目製作是源自於之前為點心衛視製作的節目《解碼珠三角》，非抄襲《以一敵百》。胡瓜說，他在《挑戰101》只是擔任主持人，沒有參與節目製作，他被Endemol控告之事「莫名其妙」。2014年3月，台北地方法院一審判決，《挑戰101》被指侵權橋段是一般益智節目都會呈現的設計構想，不宜過度受著作權保護，故判決胡瓜等人無罪。台北地方法院合議庭勘驗《挑戰101》與《以一敵百》節目光碟後發現，兩節目的挑戰包括把關人數、關卡、流程、求救方式和舞台設計等的相似度很高，《挑戰101》有違反《著作權法》之嫌；但合議庭認為，一般益智問答節目的設計概念也都如此，若過度以《著作權法》保護反而會造成壟斷而危害創作與文化的發展，且沒有證據可證明製作人與主持人實際參與企畫製作。

## 註腳
1. ↑  於英文維基百科記載，在2008年11月15日發行的People雜誌，為「最性感男人」年度排行榜，休·傑克曼於獲選時，年齡為40歲。
2. ↑  《凱洛媒體週報 的存檔，存档日期2012-02-07.》、《中時娛樂 的存檔，存档日期2009-04-10.》收視率調查，最近查閱的日期為2009年7月20日。
3. ↑  NowNews影劇新聞 - 網友爆《挑戰101》黑心經營　千元獎金變三百元過期餅乾 （页面存档备份，存于），2009年4月8日查閱。
4. ↑  影劇中心綜合報導. . 今日新聞網. 2011-03-20  [2011-03-24]. （原始内容存档于2011-03-22）.
5. ↑  鄧桂芬. . 聯合報. 2014-03-04 （中文（臺灣））.

| 中視無線台 星期五20:00～22:00      | 中視無線台 星期五20:00～22:00          | 中視無線台 星期五20:00～22:00                   |
| ---------------------------------- | -------------------------------------- | ----------------------------------------------- |
|                                    | 挑戰101 （2009.01.02 - 2009.07.17）    |                                                 |
| 鹿鼎記 （2008.06.27 - 2008.12.19） | 周五八點黨 （2009.07.24 - 2010.01.01） |                                                 |
| 中天娛樂台 星期五22:00～00:00      |                                        |                                                 |
| -                                  | 挑戰101 （2009.07.24 - 2009.11.27）    | 創作天團 super band （2009.12.04 - 2010.01.08） |